# Црна Гора на Светском првенству у воденим спортовима 2011.
Црна Гора је учествовала други пут на Светском првенству у воденим спортовима 2011. у Шангају, у Кини. Такмичили су се само у ватерполу у мушкој конкуренцији са укупно 13 Ватерполиста.

## Ватерполо

### Мушкарци
| Број | Позиција    | Играч                | Тренутни клуб      | Рођен               |
| ---- | ----------- | -------------------- | ------------------ | ------------------- |
| 1    | голман      | Денис Шефик          | Будва              | 20. септембар 1976. |
| 2    | бек         | Драшко Бргуљан       | Приморац           | 27. децембар 1984.  |
| 3    |             | Александар Радовић   | Партизан           | 14. фебруар 1987.   |
| 4    | десно крило | Дамјан Даниловић     | Будва              | 1. април 1982.      |
| 5    | центар      | Никола Вукчевић      | Приморац           | 14. новембар 1985.  |
| 6    | спољни      | Милан Тичић          | Про Реко           | 14. август 1979.    |
| 7    |             | Филип Кликовац       | Синтез Казањ       | 7. фебруар 1989.    |
| 8    | центар      | Никола Јановић (кап) | Југ                | 22. март 1980.      |
| 9    | бек         | Александар Ивовић    | Про Реко           | 24. фебруар 1986.   |
| 10   |             | Дарко Бргуљан        | Будва              | 5. новембар 1990.   |
| 11   |             | Антоније Петровић    | Про Реко           | 24. септембар 1982. |
| 12   |             | Предраг Јокић        | Про Реко           | 3. фебруар 1983.    |
| 13   | голман      | Милош Шћепановић     | Јадран Херцег Нови | 9. октобар 1982.    |
|      | селектор    | Петар Поробић        |                    |                     |

## Резултати и пласман

### Група A
| Датум Време   | Противник | Резултат                     | Стрелци за Црну Гору                                                                                            | Детаљи                                    |
| ------------- | --------- | ---------------------------- | --- | ----------------------------------------- |
| 18. јул 9,30  | Мађарска  | 10 : 11 (3:2, 2:3, 4:2, 1:4) | Јановић и Ивоовић 2, Др. Бргуљан, Радовић, Данилови, Вукчевић, Петровић и Јокић 1                               | Архивирано на веб-сајту (25. јул 2011)    |
| 20. јул 18,20 | Шпанија   | 9 : 7 (3:1, 2:1, 1:2, 3:3)   | Да. Бргуљан и Јановић 3, Даниловић, Вукчевић, Тичић, Ивовић и Петровић по 1                                     | Архивирано на веб-сајту (26. август 2012) |
| 22. јул 18,20 | Казахстан | 16 : 5 (5:2, 5:0, 2:0, 4:3)  | Радовић 4, Да. Бргуљан, Кликовац и Др. Бргуљан по 2, Даниловић, Вукчевић, Тичић, Ивовић Јановић и Петровић по 1 | Архивирано на веб-сајту (26. август 2012) |

### Табела групе А
| Екипа     | Игр | Поб | Нер | Изг | ДГ | ПГ | ГР  | Бод |
| --------- | --- | --- | --- | --- | -- | -- | --- | --- |
| Мађарска  | 3   | 3   | 0   | 0   | 39 | 26 | +13 | 9   |
| Црна Гора | 3   | 2   | 0   | 1   | 35 | 23 | +12 | 6   |
| Шпанија   | 3   | 1   | 0   | 2   | 36 | 26 | +10 | 3   |
| Казахстан | 3   | 0   | 0   | 3   | 15 | 50 | -35 | 0   |

| Датум Време                    | Противник           | Резултат                    | Стрелци за Црну Гору                                                       | Детаљи                                      |
| Меч за четвртфинале            | Меч за четвртфинале | Меч за четвртфинале         | Меч за четвртфинале                                                        | Меч за четвртфинале                         |
| ------------------------------ | ------------------- | --------------------------- | -------------------------------------------------------------------------- | ------------------------------------------- |
| 24. јул 12,10                  | Румунија            | 8 : 4 (2:1, 1:2, 3:0, 2:1)  | Да. Бргуљан и Јокић по 2, Даниловић, Јановић, Ивовић и Петровић по 1       | Архивирано на веб-сајту (29. август 2012)   |
| Четвртфинале                   |                     |                             |                                                                            |                                             |
| 26. јул 16,40                  | Хрватска            | 6 : 8 (2:2, 1:2, 0:4, 3:1)  | Радовић 2, Даниловић, Тичић, Јокић и Петровић по 1                         | Архивирано на веб-сајту (2. септембар 2012) |
| Меч за пласман од 5 до 8 места |                     |                             |                                                                            |                                             |
| 28. јул 15,30                  | Шпанија             | 9 : 10 (2:2, 3:5, 2:1, 2:2) | Радовић 3, Вукчевић, Кликовац, Јановић, Да. Бргуљан, Петровић и Јокић по 1 | Архивирано на веб-сајту (2. септембар 2012) |
| Меч за 7. место                |                     |                             |                                                                            |                                             |
| 30. јул 21,00                  | Немачка             | 8 : 5 (4:3, 3:1, 1:1, 0:0)  | Радовић, Да. Бргуљан по 2, Др. Бргуљан, Тичић, Кликовац и Ивовић по 1      | Архивирано на веб-сајту (2. септембар 2012) |

Ватерполо репрезентација Црне Горе у укупном пласману заузела је 7 место.

## Биланс медаља
| Ранг | Држава    | Злато | Сребро | Бронза | Укупно |
|      | Црна Гора | 0     | 0      | 0      | 0      |